# Cristian Gutiérrez Albizu
Cristian Gutiérrez Albizu (Mar del Plata, 6 de mayo de 1978), más conocido como Cristian Gutiérrez, es un entrenador y exjugador profesional de pádel argentino. 

## Carrera
Cristián comenzó a jugar al pádel desde muy pequeño, con 9 años y seis años después debutó como profesional.
En 1997 se mudó a España para poder disputar el Padel Pro Tour. En 2006 fue campeón del mundo junto a Hernán Auguste. 
Su pareja en 2016 en el World Padel Tour fue Juan Martín Díaz con el que alcanzó alguna final.
En 2017, Franco Stupaczuk, se convirtió en su nueva pareja.
El 8 de julio de 2017 lograron alcanzar su primera final como pareja tras derrotar a Miguel Lamperti y Juani Mieres por 6-1 y 6-2. Finalmente, lograron el Mijas Open tras vencer a Matías Díaz y a Maxi Sánchez en la final con un 5-7, 6-4, 6-4.
En el siguiente torneo de la temporada, en Gran Canaria, se volvieron a proclamar campeones tras vencer en la final a Matías Díaz y Maxi Sánchez por 7-5 y 6-1.
En el siguiente torneo, en Alicante, Pablo Lijó y Willy Lahoz rompieron la racha de la pareja argentina al vencerles en primera ronda.
En 2018 continuó jugando con Franco Stupaczuk. 
Ambos realizaron una buena temporada al ganar el Granada Open, al derrotar por 2-6, 7-6 y 6-2, a la pareja que terminó el 2018 como números 1 del mundo, la formada por Maxi Sánchez y Sanyo Gutiérrez. También llegaron a la final del Andorra Open donde perdieron por 7-5, 4-6 y 4-6, frente a la misma pareja a la que vencieron en Granada.
En 2019 cambió por Ramiro Moyano.
En 2021, Aday Santana se convirtió en su nueva pareja deportiva.

## Padel Pro Tour-World Padel Tour (desde 2006)

### Títulos
| N.º | Año                     | Torneo                   | Pareja           | Oponentes en la final                 | Resultado           |
| --- | ----------------------- | ------------------------ | ---------------- | ------------------------------------- | ------------------- |
| 1   | 10 de junio de 2007     | Valladolid               | Sebastián Nerone | Gerardo Derito Cutu Pérez Millán      | 6-4 / 6-3           |
| 2   | 22 de junio de 2008     | Córdoba                  | Sebastián Nerone | Matías Díaz Miguel Lamperti           | 6-4 7-6             |
| 3   | 23 de noviembre de 2008 | Masters PPT Madrid       | Sebastián Nerone | Gabriel Reca Hernán Auguste           | 6-3 7-6             |
| 4   | 20 de julio de 2009     | Madrid                   | Sebastián Nerone | Pablo Lima Juani Mieres               | 6-4 6-3             |
| 5   | 9 de agosto de 2009     | Fuengirola               | Sebastián Nerone | Juan Martín Díaz Fernando Belasteguín | 7-5 4-6 6-4         |
| 6   | 6 de septiembre de 2009 | Palma de Mallorca        | Sebastián Nerone | Matías Díaz Miguel Lamperti           | 6-3 1-6 7-6         |
| 7.  | 30 de junio de 2013     | La Coruña                | Mati Díaz        | Pablo Lima Juani Mieres               | 6-7 7-6 1-6 6-3 6-3 |
| 8.  | 7 de julio de 2013      | Santander                | Mati Díaz        | Pablo Lima Juani Mieres               | 7-6 6-1 7-5         |
| 9.  | 9 de julio de 2017      | Mijas-Costa del Sol Open | Franco Stupaczuk | Matías Díaz Maxi Sánchez              | 5-7 6-4 6-4         |
| 10. | 30 de julio de 2017     | Gran Canaria Open        | Franco Stupaczuk | Matías Díaz Maxi Sánchez              | 7-5 6-1             |
| 11. | 14 de octubre de 2018   | Granada Open             | Franco Stupaczuk | Sanyo Gutiérrez Maxi Sánchez          | 2-6 / 7-6 / 6-2     |

### Finales
| N.º | Año                      | Torneo                   | Pareja           | Oponentes en la final                 | Resultado            |
| --- | ------------------------ | ------------------------ | ---------------- | ------------------------------------- | -------------------- |
| 1.  | 5 de mayo de 2007        | Córdoba                  | Seba Nerone      | Juan Martín Díaz Fernando Belasteguín | 1-6 3-6              |
| 2.  | 20 de mayo de 2007       | Barcelona                | Seba Nerone      | Juan Martín Díaz Fernando Belasteguín | 3-6 5-7              |
| 3.  | 17 de junio de 2007      | Valencia                 | Seba Nerone      | Juan Martín Díaz Fernando Belasteguín | 3-6 6-2 4-6          |
| 4.  | 8 de julio de 2007       | Vitoria                  | Seba Nerone      | Juan Martín Díaz Fernando Belasteguín | 6-7 4-6              |
| 5.  | 28 de julio de 2007      | Madrid II                | Seba Nerone      | Juan Martín Díaz Fernando Belasteguín | 4-6 6-7              |
| 6.  | 5 de agosto de 2007      | Oropesa del Mar          | Seba Nerone      | Juan Martín Díaz Fernando Belasteguín | 2-6 2-5 ab           |
| 7.  | 11 de agosto de 2007     | Marbella                 | Seba Nerone      | Juan Martín Díaz Fernando Belasteguín | walkover             |
| 8.  | 23 de septiembre de 2007 | San Sebastián            | Seba Nerone      | Juan Martín Díaz Fernando Belasteguín | 5-7 1-6              |
| 9.  | 7 de octubre de 2007     | Bilbao                   | Seba Nerone      | Juan Martín Díaz Fernando Belasteguín | 2-6 5-7              |
| 10. | 14 de octubre de 2007    | Sevilla                  | Seba Nerone      | Gabriel Reca Hernán Auguste           | 4-6 2-6              |
| 11. | 21 de octubre de 2007    | Logroño                  | Seba Nerone      | Gabriel Reca Hernán Auguste           | 2-6 6-3 3-6          |
| 12. | 28 de octubre de 2007    | Las Palmas               | Seba Nerone      | Juan Martín Díaz Fernando Belasteguín | 3-6 1-6              |
| 13. | 13 de abril de 2008      | Ciudad Real              | Seba Nerone      | Juan Martín Díaz Fernando Belasteguín | 4-6 4-6              |
| 14. | 31 de mayo de 2008       | Majadahonda              | Seba Nerone      | Juan Martín Díaz Fernando Belasteguín | 3-6 4-6              |
| 15. | 13 de julio de 2008      | Vitoria                  | Seba Nerone      | Juan Martín Díaz Fernando Belasteguín | 3-6 4-6              |
| 16. | 19 de julio de 2008      | Madrid                   | Seba Nerone      | Juan Martín Díaz Fernando Belasteguín | 2-6 7-6 1-6          |
| 17. | 10 de agosto de 2008     | Marbella                 | Seba Nerone      | Juan Martín Díaz Fernando Belasteguín | 3-6 3-6              |
| 18. | 23 de agosto de 2008     | Benicasim                | Seba Nerone      | Juan Martín Díaz Fernando Belasteguín | 5-7 3-6              |
| 19. | 7 de septiembre de 2008  | Palma de Mallorca        | Seba Nerone      | Juan Martín Díaz Fernando Belasteguín | 1-6 6-3 3-6          |
| 20. | 21 de septiembre de 2008 | San Sebastián            | Seba Nerone      | Juan Martín Díaz Fernando Belasteguín | 4-6 3-6              |
| 21. | 28 de septiembre de 2008 | Zaragoza                 | Seba Nerone      | Juan Martín Díaz Fernando Belasteguín | 1-6 3-6              |
| 22. | 5 de octubre de 2008     | Bilbao                   | Seba Nerone      | Juan Martín Díaz Fernando Belasteguín | 7-6 4-6 4-6          |
| 23. | 2 de noviembre de 2008   | Alicante                 | Seba Nerone      | Gabriel Reca Hernán Auguste           | 2-6 5-7              |
| 24. | 31 de mayo de 2009       | Majadahonda              | Seba Nerone      | Pablo Lima Juani Mieres               | 4-6 0-6              |
| 25. | 14 de junio de 2009      | Barcelona                | Seba Nerone      | Juan Martín Díaz Fernando Belasteguín | 4-6 2-6              |
| 26. | 17 de agosto de 2009     | Marbella                 | Seba Nerone      | Juan Martín Díaz Fernando Belasteguín | 3-6 4-6              |
| 27. | 14 de junio de 2009      | Oropesa del Mar          | Seba Nerone      | Gabriel Reca Hernán Auguste           | 2-6 3-6              |
| 28. | 27 de septiembre de 2009 | Zaragoza                 | Seba Nerone      | Juan Martín Díaz Fernando Belasteguín | 1-6 3-6              |
| 29. | 4 de octubre de 2009     | Bilbao                   | Seba Nerone      | Juan Martín Díaz Fernando Belasteguín | 6-4 4-6 2-6          |
| 30. | 18 de octubre de 2009    | Valencia                 | Seba Nerone      | Juan Martín Díaz Fernando Belasteguín | 2-6 1-6              |
| 31. | 25 de octubre de 2009    | Ciudad Real              | Seba Nerone      | Juan Martín Díaz Fernando Belasteguín | 6-7(5) 5-7           |
| 32. | 15 de mayo de 2011       | Tarragona                | Miguel Lamperti  | Juan Martín Díaz Fernando Belasteguín | 2-6 3-6              |
| 33. | 29 de mayo de 2011       | Madrid 1                 | Miguel Lamperti  | Juan Martín Díaz Fernando Belasteguín | 3-6 3-6              |
| 34. | 19 de junio de 2011      | Córdoba                  | Miguel Lamperti  | Gabi Reca Agustín Gómez Silingo       | 4-6 2-6              |
| 35. | 24 de julio de 2011      | Benicasim                | Miguel Lamperti  | Juan Martín Díaz Fernando Belasteguín | 4-6 4-6              |
| 36. | 25 de septiembre de 2011 | Sevilla                  | Miguel Lamperti  | Juan Martín Díaz Fernando Belasteguín | 3-6 4-6              |
| 37. | 27 de mayo de 2012       | Madrid 1                 | Fernando Poggi   | Juan Martín Díaz Fernando Belasteguín | 5-7 1-6              |
| 38. | 21 de julio de 2013      | El Puerto de Santa María | Matías Díaz      | Juan Martín Díaz Fernando Belasteguín | 3-6 2-6 3-6          |
| 39. | 1 de septiembre de 2013  | Alicante                 | Matías Díaz      | Juan Martín Díaz Fernando Belasteguín | 2-6 4-6 4-6          |
| 40. | 24 de noviembre de 2013  | Villa Martelli           | Matías Díaz      | Sanyo Gutiérrez Maxi Sánchez          | 6-4 6-7 2-6 3-6      |
| 41. | 1 de diciembre de 2013   | Villa Carlos Paz         | Matías Díaz      | Pablo Lima Juani Mieres               | 7-6 1-6 2-6 abandono |
| 42. | 7 de septiembre de 2014  | Alcobendas               | Matías Díaz      | Pablo Lima Juani Mieres               | 4-6 6-4 7-5 3-6 4-6  |
| 43. | 8 de mayo de 2016        | Barcelona                | Juan Martín Díaz | Pablo Lima Fernando Belasteguín       | 2-6 3-6              |
| 44. | 26 de junio de 2016      | Palma de Mallorca        | Juan Martín Díaz | Pablo Lima Fernando Belasteguín       | 6-7 ab               |
| 45. | 8 de abril de 2018       | Alicante Open            | Franco Stupaczuk | Pablo Lima Fernando Belasteguín       | 6-7 0-3 ab           |
| 46. | 26 de agosto de 2018     | Andorra Open             | Franco Stupaczuk | Carlos Daniel Gutiérrez Maxi Sánchez  | 7-5 4-6 4-6          |